# Astensionismo strategico

## Tesi storiche
A differenza dell'astensionismo tattico, applicato da Lenin, presa di posizione per la quale un rivoluzionario decide di volta in volta se votare in relazione al suo specifico scopo politico generale e particolare (su questo specifico argomento polemizzò con lo stesso Amadeo Bordiga. Nella rivista "Il Soviet", da lui sostanzialmente diretta si asserisce: «l'astensione come unica strategia di comportamento coerente con i valori rivoluzionari»), l'astensionismo strategico implica invece l'inutilità anzi la dannosità dell'uso della tribuna parlamentare per lo sviluppo del partito di classe anche per l'aspetto illusorio di cogestione del potere con le forze antagoniste di classe, e quindi diseducativo, in senso rivoluzionario, per la classe.
Lenin ritiene doveroso per un rivoluzionario l'utilizzo della tribuna parlamentare all'interno del quadro di combinazione fra lavoro legale ed illegale che serve per la costruzione-strutturazione del partito rivoluzionario del proletariato e quindi anche, e per nulla secondario, del suo apparato militare. È altresì da rimarcare quanto fosse veramente strategica o meno la posizione di Bordiga, e su questo son possibili dubbi, in quanto nel 1925 invita Antonio Gramsci a partecipare alle elezioni. Le definizioni in senso stretto di strategico e tattico, come astensionismo, sono comunque più riportabili ad organizzazioni contemporanee quali ad esempio Lotta Comunista.

## Tesi attuali
Secondo le analisi di Lotta Comunista e di altre formazioni della sinistra comunista e/o anarchiche, implica il fatto che nell'attuale società non è, né sarà, più utilizzabile l'arma del voto a scopi rivoluzionari, essendo cambiato il momento storico ed essendo quindi impossibile usar il metodo di cui sopra.
Seguendo questa tesi infatti si può notare ad esempio come tutte le formazioni paramilitare semilegali e/o semitollerate (almeno per un certo periodo), vedi Arditi del Popolo, Guardie Rosse degli anni 1920 ecc., che sarebbero state il possibile nerbo della formazione militare antagonista dell'apparato militare del sistema capitalista nel momento di crisi rivoluzionaria non furono mai più minimamente tollerate, anzi furono distrutte quando erano ancora in nuce dagli organi di repressione dello stato capitalista, è a rimarcare che tale tipo di formazioni non hanno alcuna parentela col fenomeno terroristico (Brigate Rosse, ad es.), in quanto la loro eventuale, e mai più potuta esser realizzata formazione, deve essere palese e non "segreta", né aver dell'illegalità il metodo unico, grazie ad un rapporto di forza fra la classe, rappresentata dal suo partito, e gli organi di repressione dello Stato che, verificatasi negli anni '20, non si è più verificato.
Se la presa di posizione strategica sull'astensionismo è valida per le elezioni politiche può non valere per i referendum, come quello del divorzio, ad esempio, in cui Lotta Comunista, in particolare, diede l'indicazione di voto, in quanto in quel momento storico, secondo Arrigo Cervetto, (con Lorenzo Parodi i due più importanti teorici di Lotta Comunista) il divorzio era il paravento di un'aspra lotta politica all'interno della borghesia stessa, tramite la quale si sarebbero scelte alcune linee strategiche dello sviluppo capitalista a livello imperialistico italiano.
In generale l'astensionismo strategico anche se non teorizzato a fondo come da Lotta Comunista è applicato da formazioni della sinistra marxista-leninista e/o internazionaliste mentre l'astensionismo tattico è praticato dai gruppi anarchici e maoisti.

## Personaggi di spicco
Nel panorama italiano fra i teorici dell'astensionismo strategico, in generale, è pietra miliare Amadeo Bordiga, fra gli oppositori un'altra grande figura della sinistra comunista, Pietro Tresso.